# Звягино (Казаковська сільрада
Звягино (рос. Звягино) — присілок в Вачському районі Нижньогородської області Російської Федерації.
Населення становить 558 осіб. Входить до складу муніципального утворення Казаковська сільрада.

## Історія
Від 2009 року входить до складу муніципального утворення Казаковська сільрада.

## Населення
| 1859 | 1897 | 1905 | 1926 | 1999 | 2002 | 2010 |
| ---- | ---- | ---- | ---- | ---- | ---- | ---- |
| 458  | ↗727 | ↗777 | ↗904 | ↘568 | ↘537 | ↗558 |